# كشاف القناع عن متن الإقناع
كشاف القناع عن متن الإقناع هو الشرح الفريد لمتن "الإقناع" ألفه منصور بن يونس البهوتي، سلك فيه مسلك ابن النجار في شرحه على "المنتهى"، فمزج المتن بالشرح حتى صارا كالشيء الواحد، لا يُممز بينهما إلا صاحب بصر أو بصيرة، واجتهد في الكشف عن حقائق معانيه بطريق التقصي لأصوله التي اعتمد عليها الحجّاوي في تأليف المتن؛ كالمقنع، والمحرر، والفروع، والمستوعب، بالإضافة إلى شروح تلك الكتب، وعلى وجه الخصوص: الشرح الكبير، والمبدع، بالإضافة إلى "الإنصاف" الذي يعتبر كتاب تصحيح لكتب المذهب.
وأخذ المادة الأساسية لهذا الشرح -كما صرح البهوتي- من شرح "المنتهى" لمؤلفه ابن النجار، المسمى "معونة أولي النُّهى" بالإضافة إلى "المبدع في شرح المقنع" للبرهان ابن مفلحِ. واعتنى الشارح بذكر ما أهمله المصنف من القيود، وغالب علل الأحكام وأدلتها على طريق الإختصار غير المردود. كما بيَّن المعتمد من المواضع التي تعارض كلامه فيها، والمواضع التي خالف فيها الحجّاوي؛ ابنَ النجار في كتابه "المنتهى"، متعرضًا لذكر الخلاف فيها؛ ليُعلم مستندُ كل منهما.
وقد بلغ منصور البُهُوتي النهاية في هذا الشرح، فقضى ديناً كان على علماء الحنابلة في القيام بشرح "الإقناع"، بحيث لم يترك شيئا من التحقيق لمن يأتي بعده، حتى ان سليمان بن علي بن محمد بن مشرِّف قام بشرح هذا الكتاب، فلما حجّ عام 1049 هـ وجد منصوراً حاجاً ذلك العام، فاجتمعا وتباحثا، وأطلعه منصور على شرحه هذا، وكان منصور لم ينته إذ ذاك من شرحه إلّا ذلك العام، فتأمله سليمان ثم قال: وجدته مطابقاً لما عندي إلا مواضع يسيرة، وأتلف شرحه عليه.
وبالجملة يعتبر "كشاف القناع" ذا مكانة عالية بين مؤلفات الفقه الحنبلي؛ بما اشتمل عليه من المسائل والفروع والتحريرات والتحقيقات الدقيقة؛ حيث عُدَّ بحقٍّ الجامعَ لفقه المذهب.